# 장의사

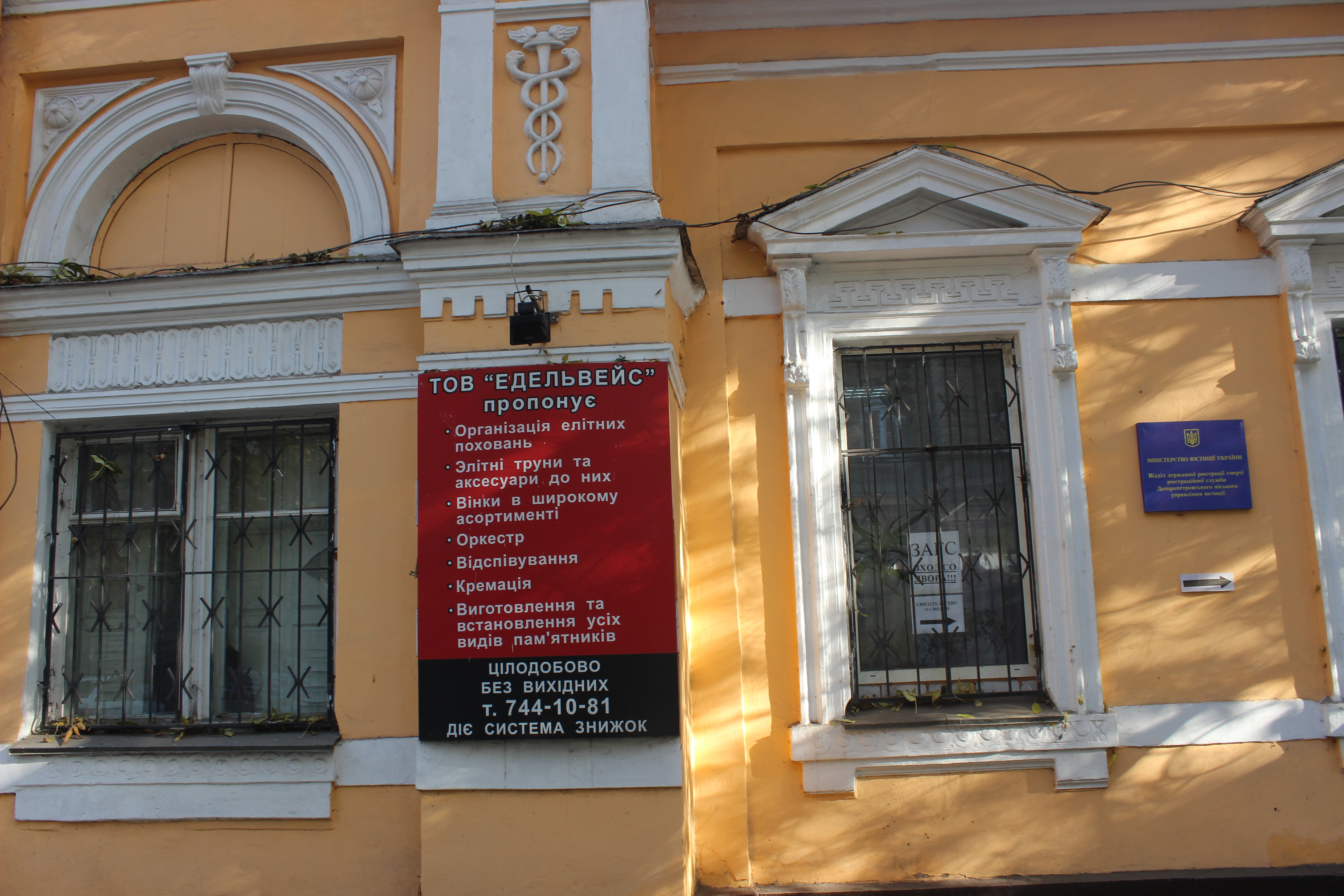

장의사(葬儀師) 또는 장례지도사(葬禮指導士, 영어: funeral director, mortician or undertaker)는 장례 의식을 전문적으로 도맡아 하는 사람을 가리키는 말이다. 주로 시체의 염습, 매장, 화장과 같은 장례 절차의 계획 및 준비 등을 담당한다.
일부 대학에서는 장례지도과를 개설해 장의사와 관련된 직업 훈련 등을 돕고 있다.
최근엔 사람장례뿐 아니라 반려동물 장례전문인 반려동물장례지도사(장례플래너)도 있다.
또한, 고인이 사망했을 때 고인의 SNS상의 게시물을 삭제하는 디지털 장의사도 있다.